# Grace Aguilar
Grace Aguilar (junio de 1816 - 16 de septiembre de 1847) fue una novelista y escritora sobre la historia y religión judía inglesa. Nacida en Londres, en el distrito de Hackney, de padres con ascendencia sefardita. De salud delicada desde la infancia, mostró pronto interés por la historia, especialmente la historia de los judíos. La muerte de su padre la dejó a expensas de sus propios medios.
Publicó algunos dramas y poesías, en 1842 Spirit of Judaism (Espíritu del Judaísmo), en defensa de su fe, y en 1845 The Jewish Faith (La fe judía) y The Women of Israel (Las mujeres de Israel). Sin embargo, es más conocida por sus novelas, siendo las principales Home Influence (Influencia del hogar; 1847) y A Mother's Recompense (La recompensa de una madre; 1850). Otras obras son Magic Wreath (Ira mágica) y Vale of Cedars (El valle de los cedros; 1850).
Su salud empeoró en 1847 y murió ese año en Fráncfort.